# ثومبلينا

## الملخص
تبدأ القصة بامرأةٍ متسولة بادلت زوجةَ فلاحٍ حبة شعير مقابل طعام، عندما زرعتها، ظهرت فتاة صغيرة تدعى ثومبلينا من زهرة النبتة. في إحدى الليالي، وبينما كانت ثوبلينا نائمة على فراشها قشرة الجوز، حملها واخذها علجومٍ ارادها أن تكون عروساً لابنه. وبمساعدة سمكة لطيفة وفراشة استطاعت ثومبلينا الهروب من العلجوم وابنه عبر أوراق الزنبق حتى تم أمسكتها خنفساء.
حاولت ثوبلينا حماية نفسها، وعندما أتى الشتاء، وبالرغم من أحباطها ويأسها فقد امضت طيلة فصل الشتاء تعالج طائر السنونو حتى عادت له صحته. بعد فترة، عثرت ثومبلينا على مأوى عرضته لها فأرة حقل كبيرةً في السن والتي بكل سرور أخبرتها ان تعيش معها. اقترحت الفأرة على ثومبلينا الزواج من جارها الطوبين، لكن ثومبلينا اشمأزت من احتمالية الزواج من كائن مثله نظراً لكونه يبقى معظم وقته تحت الأرض ولا يرى الشمس ولا السماء. استمرت الفأرة بدفع ثومبلينا للزواج واخبارها بأن الطوبين هو الشخص المناسب لها ولم تستمع إلى احتجاجات ثومبلينا 
في أخر لحظة، ولتنجو ثومبلينا من هذا الوضع هربت إلى أرض بعيدة مع طائر السنونو الذي بقيت تعالجه طوال الشتاء ليستعيد عافيته. في حقل زهور مشمس، قابلت ثومبلينا أمير جنيات الزهور الصغير بنفس حجمها وأعجبت به فتزوجا. تلقت زوجا من الاجنحة لترافق زوجها في ترحاله من زهرةٍ إلى زهرة واسم جديد مايا
في نسخة هانز كريستيان اندريسن من الحكاية، طائر ازرق شاهد كل ما حدث لثومبلينا من بداية القصة وكان واقعا بحبها منذ ذلك الوقت. تحطم قلب الطائر الازرق عند زواج ثومبلينا من الأمير وطار بعيدا ليصل بنهاية المطاف إلى بيت صغير. هناك، قص الطائر حكاية ثومبلينا إلى رجلٍ قدّر ان يكون هانز كريستيان اندريسن بنفسه الذي قام بتسجيل القصة في كتاب.